# 사토 쓰토무

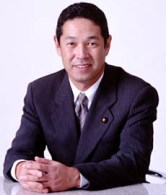

사토 쓰토무(일본어: 佐藤 勉 사토 츠토무[*], 1952년 6월 20일 ~)는 일본의 정치인으로, 자민당 소속 중의원 의원이다. 도치기현의회 의원, 국가공안위원회 위원장, 내각부 특명담당대신 (오키나와 및 북방 대책·방재 담당), 총무대신, 내각부 특명 담당 대신 (지방 분권 개혁 담당) 을 지냈다.

## 같이 보기
- 한일의원연맹
- 아소 다로 내각